# Ku Kjo-tong
Ku Kjo-tong (korejsky 구교동, anglický přepis: Gu Gyo-dong; * 3. září 1972) je bývalý jihokorejský sportovní šermíř, který se specializoval na šerm kordem. Jižní Koreu reprezentoval v devadesátých letech a na přelomu tisíciletí. Na olympijských hrách startoval v roce 1992 v soutěži družstev. V roce 2002 získal druhé místo v soutěži jednotlivců na mistrovství světa. S jihokorejským družstvem kordistů vybojoval na mistrovství světa v roce 1994 a 2002 třetí místo.